# Steve Smith (Cricketspieler, 1989)
Steven Peter Devereux Smith (* 2. Juni 1989 in Kogarah, Australien) ist ein australischer Cricketspieler, der seit 2010 für die australische Nationalmannschaft spielt.

## Kindheit und Ausbildung
Smith ist Sohn eines australischen Vaters und englischer Mutter. Mit 17 Jahren entschied er sich trotz guter Schulleistung die High School vorzeitig zu verlassen, um sich auf Cricket zu konzentrieren. Er ging im Jahr 2007 für eine Saison nach England und spielte für Sevenoaks und beeindruckte dort so, dass er für die zweite Mannschaft von Surrey nominiert wurde. Man versuchte ihn davon zu überzeugen in England zu bleiben, was er jedoch ablehnte und zu seinem Club Sutherland in Sydney zurückging, wo er zum Kapitän befördert wurde. Später im Jahr spielte er auch für das australische U19-Team und spielte bei der ICC U19-Cricket-Weltmeisterschaft 2008.

## Aktive Karriere

### Anfänge in der Nationalmannschaft
Er spielte daraufhin für New South Wales und konnte dort im nationalen australischen Cricket herausragen, was ihm Aufmerksamkeit bei den Selektoren der Nationalmannschaft einbrachte. Sein Debüt in der Nationalmannschaft gab er im Twenty20 der Tour gegen Pakistan im Februar 2010, bei dem er 2 Wickets für 34 Runs erreichte. Im gleichen Monat absolvierte er auch sein Debüt im ODI-Cricket gegen die West Indies und auch dort gelangen ihm 2 Wickets (2/78). Daraufhin wurde er für den ICC World Twenty20 2010 in den West Indies nominiert, und konnte dort unter anderem gegen den Gastgeber 3 Wickets für 20 Runs erreichen, wofür er als Spieler des Spiels ausgezeichnet wurde. Insgesamt konnte er bei dem Turnier 11 Wickets erzielen und war damit hinter Dirk Nannes auf dem geteilten zweiten Platz nach Anzahl der Wickets. Bei der Tour gegen Pakistan in England absolvierte er seinen ersten Test und konnte dabei im zweiten Innings 3 Wickets für 51 Runs erreichen. Im zweiten Test der Tour erzielte er mit 77 Runs sein erstes internationales Half-Century. Bei der Tour gegen England zum Jahreswechsel erreichte er ein Fifty im fünften Test über 54* Runs und 3 Wickets für 33 Runs im vierten ODI. Daraufhin war er Teil der Mannschaft beim Cricket World Cup 2011, konnte dort jedoch nicht überzeugen. Im Sommer 2011 wurde er vor der Tour in Sri Lanka auf Grund seiner schwachen Leistungen als Bowler aus dem Test-Team gestrichen. Zwar spielte er noch vereinzelte ODIs und Twenty20s, aber ab Oktober 2011 wurde er auch dort nicht mehr ins Team berufen. So konzentrierte er sich auf das nationale Cricket im Sheffield Shield für New South Wales und spielte dabei weniger als Bowler eine Rolle, sondern viel mehr als Batter.

### Rückkehr ins Team
Nach einer erfolgreichen Saison im Sheffield Shield 2012/13 wurde er für die Tour in Indien im März 2013 wieder für das Test-Team nominiert. Hier konnte er bei seiner Rückkehr ein Half-Century über 92 Runs erreichen, was ihn im Team festigte. So war er auch Teil des Teams bei dr Ashes Tour 2013. Dort erzielte er im ersten Test ein Fifty über 53 Runs und im zweiten 3 Wickets für 18 Runs mit dem Ball. Im dritten Test kam dann ein weiteres Half-Century über 89 Runs hinzu. Im letzten Test der Serie konnte er dann mit 138 Runs aus 241 Bällen sein erstes Century erzielen. Im folgenden Winter kam England dann nach Australien. Im dritten Test gelangen ihm ein Century über 111 Runs aus 208 Bällen, wofür er als Spieler des Spiels ausgezeichnet wurde und den Gewinn der Ashes sicherte. Zum Abschluss der Serie konnte er dann noch ein weiteres Century über 115 Runs aus 154 Bällen hinzu. Bei der folgenden Tour in Südafrika konnte er im ersten Test ein Century über 100 Runs aus 213 Bällen und im dritten Test ein Fifty über 84 Runs. Ab der Saison 2014 war er auch wieder fester Bestandteil des ODI-Teams. Dort konnte er bei seiner Rückkehr in einem Drei-Nationen-Turnier in Simbabwe gegen den Gastgeber noch einmal 3 Wickets für 16 Runs, was das letzte Mal in seiner Karriere war, dass er als Bowler herausstach. In der Folge war er nahezu ausschließlich als Batter im Team und bowlte nur noch vereinzelte Over.
Zu Beginn der Saison 2014/15 bei der Tour gegen Pakistan konnte er in den ODIs sein erstes ODI-Century über 100 Runs aus 118 Bällen und ein weiteres Half-Century (77 Runs) erreichen, wofür er als Spieler der Serie ausgezeichnet wurde. Danach erzielte er im zweiten Test ein Fifty über 97 Runs. Bei einem ODI gegen Südafrika im November 2014 konnte er ein weiteres ODI-Century über 104 Runs aus 112 Bällen erreichen und wurde als Spieler des Spiels ausgezeichnet, als er damit den Seriensieg sicherte. Danach kam Indien für eine Test-Serie nach Australien und er übernahm, nachdem er zum Vize-Kapitän des Test-Teams ernannt wurde für die Tour die Kapitänsrolle. Im ersten Test konnte er ein Century über 162* Runs aus 231 Bällen im ersten innings und 52* Runs im zweiten Innings erreichen. Im zweiten (133 Runs aus 191 Bällen) und dritten (192 Runs aus 305 Bällen) Test gelang ihm ebenfalls ein Century. Im abschließenden vierten Test konnte er nicht nur ein weiteres Century über 117 Runs aus 208 Bällen im ersten Innings erreichen, sondern auch ein Half-Century über 71 Runs im zweiten Innings. Für diese Leistungen wurde er als Spieler der Serie ausgezeichnet. Im folgenden Drei-Nationen-Turnier konnte er gegen England dann ein weiteres Century über 102* Runs aus 95 Bällen erreichen und wurde dafür ausgezeichnet.

### Bester Test-Batter in der Welt

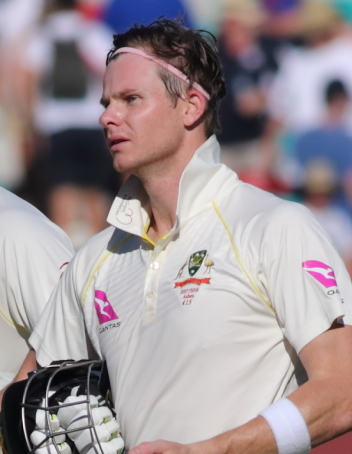
Smith im Jahr 2018

Es folgte der Cricket World Cup 2015 der in Australien und Neuseeland ausgetragen wurde. In der Vorrunde konnte er gegen Afghanistan (95 Runs), Sri Lanka (72 Runs) und Pakistan (65 Runs) jeweils ein Half-Century erzielen. Im Halbfinale gegen Indien gelang ihm ein Century über 105 Runs aus 93 Bällen und wurde dafür als Spieler des Spiels ausgezeichnet. Im Finale traf das Team dann auf Neuseeland, wobei er ein weiteres Fifty über 56 Runs erreichte und so wichtigen Anteil am Titelgewinn hatte. Im Saison 2015 reiste er mit dem Team in die West Indies und konnte dort im zweiten Test ein Century (199 Runs aus 361 Bällen) im ersten Innings und 54 Runs im zweiten erreichen und wurde so als Spieler des Spiels ausgezeichnet. Diese Leistung führte dazu, dass er erstmals die Spitzenposition der Test-Batter in der Rangliste des Weltverbandes einnahm. Bei der Ashes Tour 2015 konnte er dann im zweiten Test mit 215 Runs aus 346 Bällen sein erstes Double-Century erzielen und im zweiten Innings noch Mal ein Fifty (58 Runs) hinzufügen, wofür er als Spieler des Spiels ausgezeichnet wurde. Mit einem weiteren Century im fünften Test (143 Runs aus 252 Bällen) und jeweils einem Half-Century in der ODI- (70 Runs) und Twenty20-Serie (90 Runs), absolvierte er eine erfolgreiche Tour. Während der Tour wurde er zum Kapitän in allen drei Formaten ernannt.
In der Saison 2015/16 konnte er zunächst ein Century über 138 Runs aus 185 Bällen gegen Neuseeland erreichen. Auf den Touren gegen die West Indies (134* Runs aus 177 Bällen und 70* Runs) und in Neuseeland (138 Runs aus 241 Bällen und 53* Runs) konnte er jeweils ein Century und ein Half-Century in einem Test erzielen. Bei der Tour gegen Indien konnte er auch ein ODI-Century (149 Runs aus 135 Bällen) erreichen. Am Ende der Saison beim ICC World Twenty20 2016 war seine beste Leistung ein Fifty über 61* Runs, jedoch schied er mit dem Team schon in der Vorrunde aus. Im August 2016 erzielte er in Sri Lanka ein Century über 119 Runs aus 218 Bällen, was jedoch nicht zum Sieg reichte. Nach ODI-Centurie in Südafrika (108 Runs aus 107 Bällen) und gegen Neuseeland (164 Runs aus 157 Bällen) konnte er zwei Centuries (130 Runs aus 222 Bällen und 165* Runs aus 246 Bällen) in den Tests gegen Pakistan erreichen wofür er als Spieler der Serie ausgezeichnet wurde. Auch gelang ihm in der folgenden ODI-Serie ein Century über 108* Runs aus 104 Runs und wurde dafür als Spieler des Spiels ausgezeichnet. Daraufhin reiste er mit dem Team nach Indien, wobei ihm drei Centuries in der Test-Serie gelangen (109, 178* und 111 Runs).

### Der Ball-Tampering-Skandal

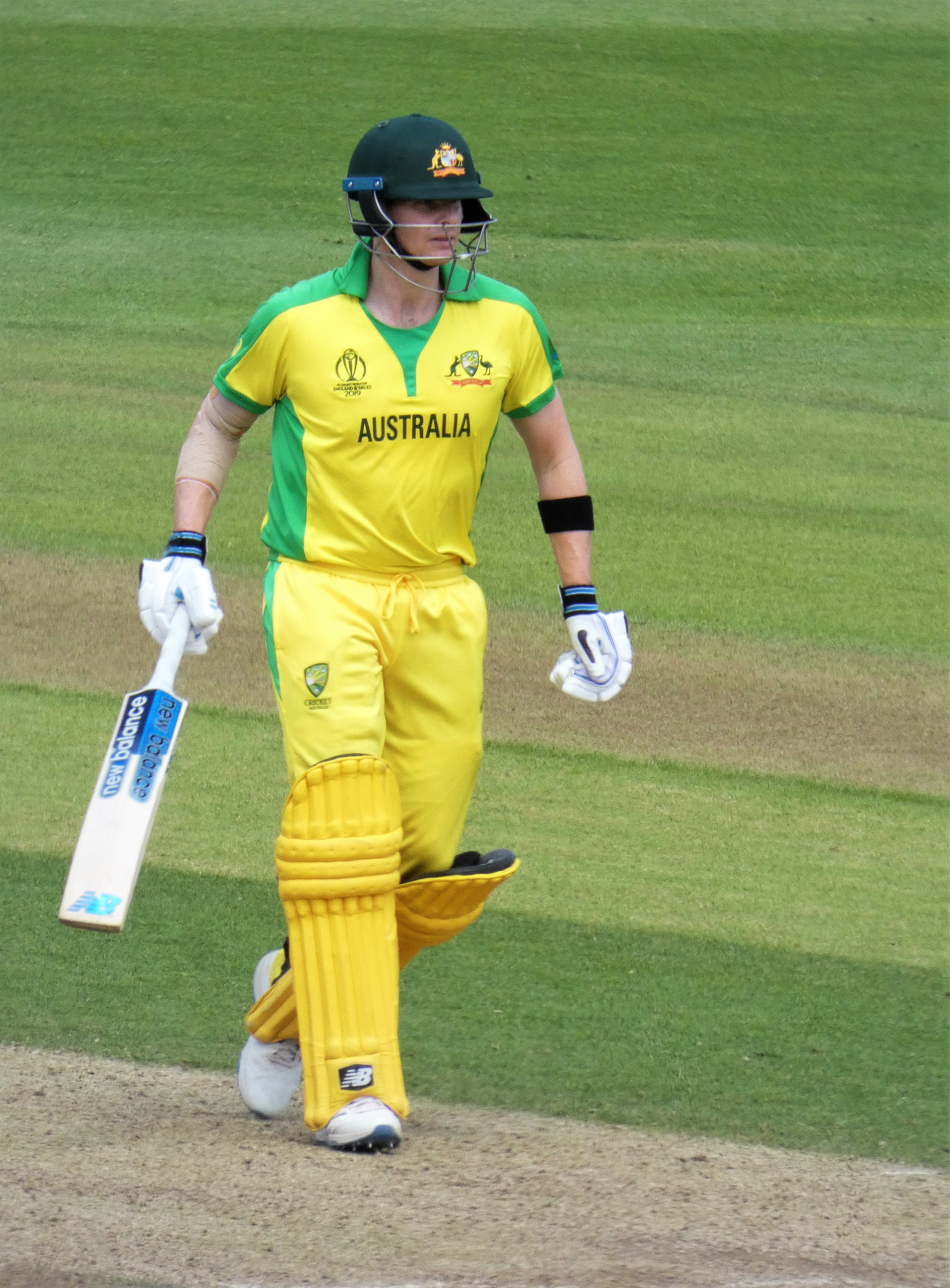
Smith beim Cricket World Cup 2019

In der Saison 2017/18 konnte er gegen England im ersten Test 141* Runs aus 326 Bällen erreichen. Im dritten Test folgten dann ein Double-Century über 239 Runs aus 399 Bällen, bevor er im abschließenden Test noch einmal ein Century über 102 Runs aus 275 Bällen erreichte. Im März 2018 folgte die Tour nach Südafrika. Am dritten Tag des dritten Testes wurde Cameron Bancroft dabei gefilmt, wie er den Spielball manipulierte (Ball tampering). Bei der abendlichen Pressekonferenz bestätigte Smith, dass er und das Leitungsteam innerhalb der Mannschaft die Manipulation abgesprochen hatten. Zunächst weigerte er sich, dafür von der Kapitänsrolle zurückzutreten, tat es jedoch dennoch am nächsten Tag, als der australische Premierminister Malcolm Turnbull verkündete, dass das Verhalten der australischen Mannschaft eine „schockierende Enttäuschung“ sei und den Verband dazu aufrief, schnell zu reagieren. Der Verband sperrte Smith daraufhin für 12 Monate.

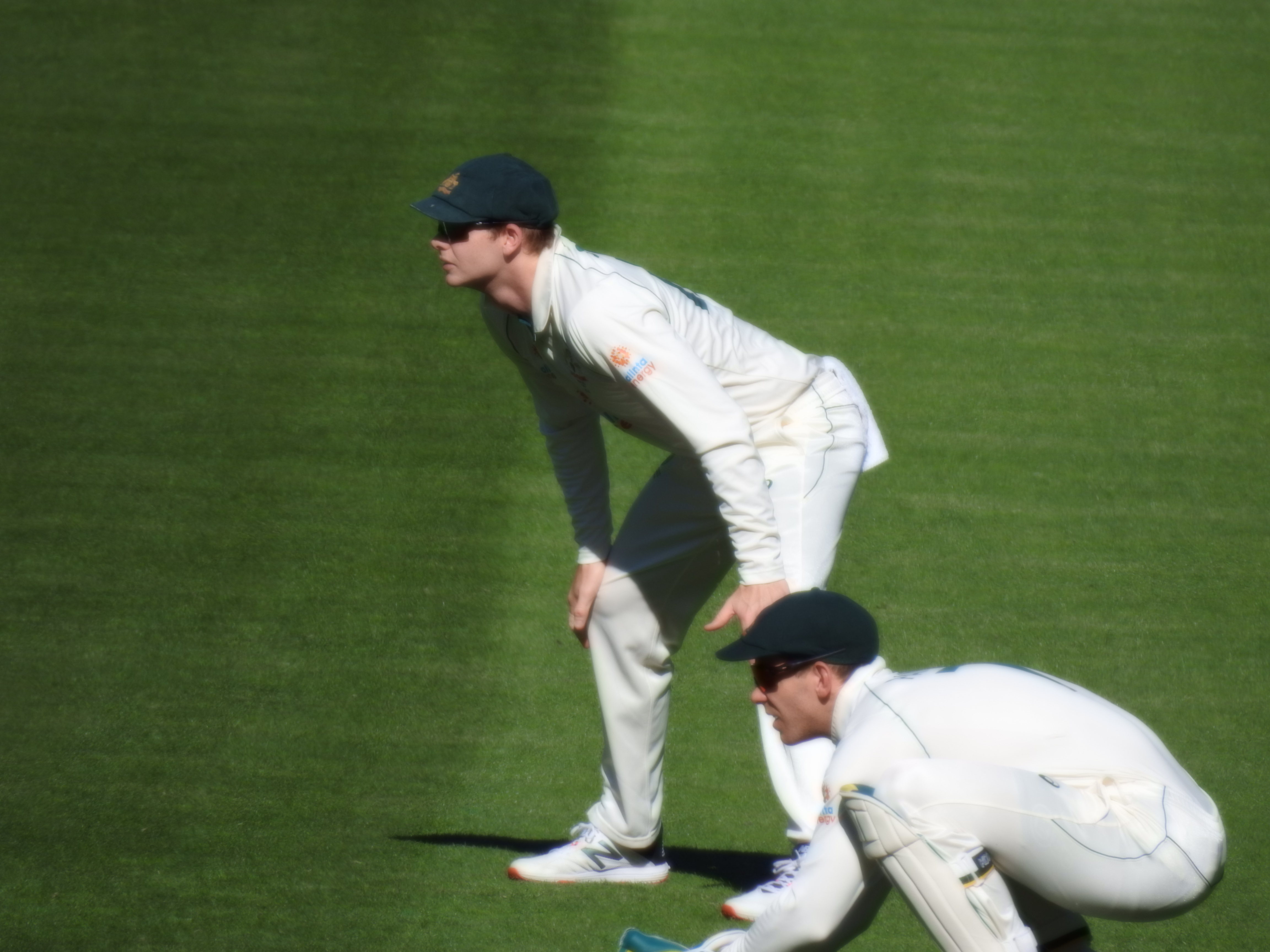
Smith im Jahr 2020

Zum Cricket World Cup 2019 kam Smith wieder zurück ins Team. Dort konnte er gegen die West Indies (73 Runs), Indien (69 Runs) und Sri Lanka (73 Runs) jeweils ein Half-Century erzielen. Im Halbfinale konnte er gegen England zwar ein Fifty über 85 Runs erreichen, was jedoch nicht zum Finaleinzug reichte. Nach der Weltmeisterschaft bestritt er mit dem Team eine Test-Serie in England, kam zurück ins Test-Team und konnte dort im ersten Test jeweils ein Century in den beiden Innings erreichen (144 Runs aus 219 Bällen und 142 Runs aus 207 Bällen) und wurde dafür als Spieler des Spiels gewählt. Ebenfalls ausgezeichnet wurde er im vierten Test, als ihm ein Double-Century über 211 Runs aus 319 Bällen und ein Fifty über 82 Runs gelangen. Am Ende wurde er für diese Leistungen als Spieler der Serie ausgezeichnet. In der Folge war er wieder in allen drei Formaten aktiv, hatte in der Folge jedoch mit einer schwächelnden Form zu kämpfen. Im Januar 2020 erzielte er im dritten ODI in Indien ein Century über 131 Runs aus 132 Bällen. Im verbliebenen Jahr 2020 spielte er nur wenige Spiele auf Grund der COVID-19-Pandemie. Zum Jahreswechsel 2020/2021 gelang ihm dann ein weiteres Test-Century über 131 Runs aus 226 Bällen gegen Indien. Auch in der dazugehörigen ODI-Serie gelangen ihm mit 105 Runs aus 66 Bällen und 104 Runs aus 64 Bällen zwei Cdenturies, für die er als Spieler der Serie ausgezeichnet wurde. Als Teil des Teams beim ICC Men’s T20 World Cup 2021 konnte er beim Titelgewinn nur in den ersten beiden Vorrundenspielen gegen Südafrika (35 Runs) und Sri Lanka (28* Runs) einen gewichtigeren Beitrag leisten. Nach dem Turnier wurde er trotz Kritik wieder zum Vize-Kapitän des Test-Teams ernannt, nachdem sich der bisherige Kapitän Tim Paine zurückzog. In der folgenden Ashes Tour 2021/22 konnte er gegen England zwei Half-Centuries über 93 und 67 Runs erreichen. Zum Ende der Saison gelangen ihm in der Test-Serie in Pakistan drei Fifties (78, 72 und 59 Runs). Jedoch verletzte er sich am Ellenbogen und musste daraufhin mehrere Wochen aussetzen.

### Gewinn zweier Weltmeisterschaften
In der Saison 2022 reiste er mit dem Team nach Sri Lanka. Dort gelang ihm ein Fifty (53 Runs) in den ODIs und ein Century über 145* Runs aus 272 Bällen in der Test-Serie. Im September folgten in der ODI-Serie gegen Neuseeland ein Fifty (61 Runs) und ein Century über 105 Runs aus 131 Bällen, wofür er als Spieler der Serie ausgezeichnet wurde. Beim ICC Men’s T20 World Cup 2021 konnte er dann nicht herausragen als Australien vorzeitig aus dem Turnier ausschied. Nach dem Turnier traf er mit dem Team auf England für eine ODI-Serie, bei der ihm zwei Fifties (80* und 94 Runs). Kurz darauf konnte er in der Test-Serie gegen die West Indies ein Double-Century über 200* Runs aus 311 Bällen erzielen. Im Dezember folgte eine Test-Serie gegen Südafrika, bei dem ihm ein Fifty (85 Runs) und ein Century über 104 Runs aus 192 Bällen gelang. Im März übernahm er nach zahlreichen Ausfällen für die ODI-Serie in Indien die Rolle des Kapitäns. Im Finale der ICC World Test Championship 2021–2023 gegen Indien erzielte er ein Century über 121 Runs aus 268 Bällen beim Titelgewinn beisteuern. In der Folgenden Ashes-Serie gegen England erreichte er im zweiten Test ein Century über 110 Runs aus 184 Bällen und im fünften Spiel zwei Fifties (71 und 54 Runs). Am Ende der Saison verletzte er sich am Armgelenk und musste pausieren.
Im September erreichte er in der ODI-Serie in Indien ein Fifty über 74 Runs. Beim Cricket World Cup 2023 erzielte er in der Vorrunde gegen die Niederlande (71 Runs) und Bangladesch (63* Runs) je ein Fifty und konnte sich mit Australien den Titel sichern. Nach dem Turnier erreichte er ein Fifty (52 Runs) in den Twenty20s in Indien. Gegen Pakistan folgte dann in der Test-Serie ein Fifty (50 Runs), ebenso wie in den Tests gegen die West Indies (91* Runs). In der ODI-Serie gegen die West Indies erreichte er ein weiteres Half-Century über 79* Runs.